# Schloss Elmischwang

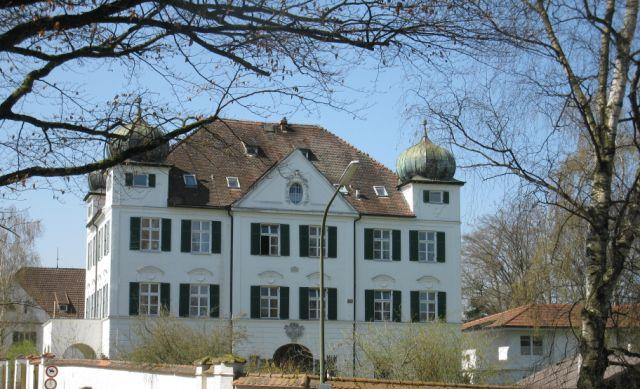
Ansicht der nordöstlichen Schlossfassade

Das Schloss Elmischwang liegt im gleichnamigen Gemeindeteil Elmischwang der Marktgemeinde Fischach im schwäbischen Landkreis Augsburg. Es wurde 1902/03 nach den Plänen von Johann Rieperdinger an Stelle eines alten Herrenhauses errichtet. Zum Schloss gehört ein kleineres Nebengebäude, das so genannte Forsthaus. Beide Gebäude sind als Baudenkmal in der Bayerischen Denkmalliste eingetragen.

## Beschreibung
Bei dem Schloss handelt es sich um einen dreigeschossigen Walmdachbau im Stil der Neorenaissance mit Elementen des Jugendstils. Die nordöstliche Fassade ist geprägt von einem übergiebelten Mittelrisalit. Auf der südöstlichen Seite zeigt sich in der Fassade ein leicht heraustretender Treppenturm mit gedrücktem Helm. Besonders markant sind die über den vier Ecken des Obergeschosses angeordneten Turmaufbauten mit Zwiebelhauben. 
Dem Schloss gegenüber liegt ein zweigeschossiger Walmdachbau. Das als Forsthaus bezeichnete Gebäude wurde 1900 im neuklassizistischen Stil erbaut.

## Geschichte
1902 ließ Alexander Freiherr von Aufseß das bestehende Herrenhaus abbrechen und anschließend an seiner Stelle von dem Münchner Architekten Johann Rieperdinger ein Schloss „mit vier charakteristischen 'Nürnberger Eckerkern' errichten, die der fränkischen Herkunft des Erbauers Tribut“ zollen sollten. Der Augsburger Gärtner Johann Schäfer wurde mit der Neugestaltung des Schlossparks beauftragt.
In der Zeit des Zweiten Weltkriegs erhielten Flüchtlinge im Schloss eine Bleibe und die freiherrliche Familie zog in das benachbarte Forsthaus um. 1948 wurde im Schloss und in den zugehörenden Nebengebäuden das Freiherrlich von Aufseß’sche Altenheim untergebracht. Zwischen 1957 und 1970 übernahm der Johanniterorden das Altenheim.
Seit dem ersten Januar 1998 befindet sich das Altenheim in privater Trägerschaft der Freiherrlich von Aufseß’sches Altenheim Schloß Elmischwang GmbH. Daraufhin wurde 1999/2000 mit der Renovierung des Gesamtareals begonnen, welche mit einem Erweiterungsbau des Altersheims (den Grundstein dazu legte Karin Stoiber) ihren Abschluss fand. Im Oktober 2000 wurde der Neubau, unter Teilnahme des damaligen bayerischen Staatssekretärs im Sozialministerium Georg Schmid, feierlich eingeweiht. Im Zuge des Neubaus baute man einen kleinen Konzertsaal, in dem auch heute noch teilweise öffentliche Konzerte gespielt werden, hauptsächlich der Klassik. 2002 wurde mit einer Festwoche das 100-jährige Bestehen des Hauptschloss gefeiert. Als eigenes Geschenk konnte ein Konzertflügel für den Festsaal im Neubau angeschafft werden. 2004 wurde schließlich im Schlosshof wieder ein Brunnen aufgestellt, welcher bereits vor 1900 urkundlich erwähnt wurde.
2019 wurde im Hauptgebäude des Schlosses der Dachstuhl renoviert. Durch eine zu knappe Finanzierung musste die Trägergesellschaft der Freiherrlich von Aufseß’sches Altenheim Schloß Elmischwang GmbH Grundstücksflächen in Wollmetshofen verkaufen. Diese Flächen bildeten das Neubaugebiet Höflesweg am Ortseingang Wollmetshofen von Fischach kommend rechts.
Anfang 2023 gab die Eigentümerfamilie von und zu Aufseß bekannt, dass das Altenheim mit seinen 40 Plätzen bis Ende April 2023 aus wirtschaftlichen Gründen geschlossen werden soll. Pläne für eine Nachnutzung gab es zunächst nicht, sodass das Schloss und der Neubau nach der Schließung mehrere Monate lang ungenutzt blieben. Im Frühjahr 2024 begannen im Neubau kleinere Umbauarbeiten für die Einrichtung von Senioren-Wohngemeinschaften. Im Oktober nahm die Anlage offiziell den Betrieb auf. Im Schloss befinden sich neun Wohneinheiten für Senioren ohne Pflegegrad. Der Anbau bietet zudem Platz für zwei Wohngemeinschaften mit jeweils bis zu acht Senioren mit Pflegegrad.